# Mrama
Mrama ist ein Verwaltungsbezirk (englisch Ward) des Distrikts Singida (DC) in der tansanischen Region Singida.

## Geografie
Mrama ist ein Bezirk im nördlichen Zentralteil von Tansania etwa 20 Kilometer Luftlinie nordöstlich der Regionshauptstadt Singida. Bei der Volkszählung 2022 lebten 10.604 Menschen in 1878 Haushalten auf einer Fläche von 53 Quadratkilometern.
Der Bezirk grenzt an fünf Bezirke des Distrikts Singida (DC):
|          | Ikhanoda                                    | Merya     |
| Ilongero | Kompassrose, die auf Nachbargemeinden zeigt | Kinyagigi |
|          | Kinyeto                                     |           |

## Gliederung
Der Bezirk besteht aus fünf Gemeinden (swahili Mtaa) mit 19 Orten (Kitongoji):
| Mwakiti - Mzalendo - Mapinduzi - Unyangii - Nambaro A - Nambaro B | Mrama - Migunga - Unyaruge - Bwaraghi | Itamka - Mwayadi - Unyaruge - Sandaghe - Miundu | Iddi Simba - Kisimanguu - Makuja - Kijughia - Mwantandu | Makhandi - Makhandi - Mwalabia - Ngongojegho |

## Wirtschaft und Infrastruktur
- Forstwirtschaft: In den Jahren 2012 bis 2014 wurden jeweils über 100.000 Bäume gepflanzt.[8]
- Landwirtschaft: Der Nutztierbestand umfasst 3700 Rinder, 1000 Ziegen, 1700 Schafe und 22.000 Hühner (Stand 2016).[8]
- Bildung: Die Mrama Secondary School ist eine staatliche weiterführende Schule, die Tagesschüler bis zur 4. Stufe ausbildet.[9]
- Gesundheit: In der Gemeinde Makhandi befindet sich eine staatliche Apotheke.[10]